# Los Angeles 2013
Série
New York 1997
(1981)
Pour plus de détails, voir Fiche technique et Distribution.
Los Angeles 2013 (Escape from L.A.) est un film américain réalisé par John Carpenter et sorti en 1996.
Le film fait suite à New York 1997, sorti en 1981, du même réalisateur. L 'acteur Kurt Russell y reprend son personnage de Snake Plissken. Los Angeles 2013 reçoit des critiques assez négatives et subit un échec au box-office. Il deviendra cependant un film culte.

## Synopsis
1998 : Los Angeles est devenue une ville immorale infestée par le crime. Mais, le 23 août 2000, un tremblement de terre de 9,6 sur l'échelle de Richter, le fameux Big One, ravage la côte ouest. La vallée de San Fernando est recouverte par les eaux et la « Cité des Anges » est désormais isolée du continent américain. Peu après, la Constitution est amendée et le président Adam, fraîchement élu, — qui avait prévu ce séisme, tel un signe divin —, obtient le pouvoir à vie. Il instaure alors une théocratie ultra-puritaine avec de nombreux interdits : le tabagisme, l'alcool, les drogues, les relations sexuelles avant le mariage, les armes à feu, les jurons ou encore la viande rouge. Il fait par ailleurs de Lynchburg, sa ville natale située en Virginie, la nouvelle capitale et il est décrété que Los Angeles ne fait plus partie du pays. La cité séparée du reste des États Unis est dorénavant une île, où le gouvernement déporte à vie les gangsters, les marginaux, les rebelles et autres bannis de la société, faisant de ce bout de terre l'endroit le plus dangereux du monde. Une armée est donc installée tout autour, sur les côtes, pour protéger le continent.
En 2013, Snake Plissken est envoyé en prison et son arrivée à L.A. est très médiatisée. En réalité, le président Adam l'a chargé d'une mission secrète relativement similaire à celle de 1997 à New York. Cette fois, il doit retrouver et stopper le révolutionnaire Cuervo Jones. Ce dernier, membre du Sentier lumineux, menace de neutraliser toutes les sources d'énergie de la planète en prenant le contrôle d'un réseau de satellites militaires émettant des impulsions électromagnétiques nucléaires. Ce moyen de contrôle lui a été donné par Utopia, la propre fille du président, qui est en révolte contre son père et sa politique. Avec l'appui de ses alliés et cette arme, Jones veut soumettre l'Amérique du Nord.
Surveillé par le commandant Malloy, Snake va tenter de retrouver une boîte noire et essayer de survivre dans cet univers sans foi ni loi et dirigé par divers gangs. Il rencontre malgré tout quelques personnes qui vont l'aider : le surfeur Pipeline, « l'ami des stars » Eddie (Map to the Stars Eddie en VO), la femme trans Hershe Las Palmas ou la musulmane Taslima. Mais le temps est compté pour Snake car Malloy lui a injecté un virus.

## Fiche technique
Sauf indication contraire, les informations mentionnées dans cette section peuvent être confirmées par la base de données cinématographiques IMDb,  présente dans la section « Liens externes ».
- Titre francophone : Los Angeles 2013
- Titre original complet : John Carpenter's Escape from L.A.[3]
- Réalisation : John Carpenter
- Scénario : John Carpenter, Debra Hill et Kurt Russell, d'après les personnages créés par Nick Castle et John Carpenter
- Musique : John Carpenter et Shirley Walker
- Photographie : Gary B. Kibbe (en)
- Son : Ron Bartlett, Michael C. Casper et Steve Maslow
- Montage : Edward A. Warschilka
- Décors : Lawrence G. Paull
- Cascades : Jeff Imada
- Production : Debra Hill et Kurt Russell
- Sociétés de production : Paramount Pictures et Rysher Entertainment
- Sociétés de distribution : Paramount Pictures (États-Unis) (Canada), United International Pictures (France)
- Budget : 50 millions de dollars[4]
- Pays de production :  États-Unis
- Langue originale : anglais
- Format : Couleurs - 2,35:1 - Dolby-Stéréo - 35 mm
- Genre : action, science-fiction post-apocalyptique, anticipation
- Durée : 101 minutes
- Dates de sortie[3] :
  - États-Unis : 9 août 1996
  - France : 13 novembre 1996
- Classification en salles[5] :
  - États-Unis : R - Restricted
  - France : interdit aux moins de 12 ans

## Distribution

Logo du Sentier lumineux, groupe auquel appartient Cuervo Jones dans le film.

- Kurt Russell (VF : Philippe Vincent) : Snake Plissken
- Allison Joy Langer : Utopia
- Steve Buscemi (VF : Philippe Peythieu) : Eddie « l'ami des stars » (Map to the Stars Eddie en VO[6])
- Georges Corraface (VF : lui-même) : Cuervo Jones
- Stacy Keach (VF : Pascal Racan) : le commandant Malloy
- Michelle Forbes (VF : Laure Sabardin) : Brazen
- Pam Grier (VF : Thierry Desroses) : Hershe Las Palmas
- Cliff Robertson (VF : Jean Négroni) : le Président des États-Unis Adam
- Valeria Golino (VF : Natacha Muller) : Taslima
- Peter Fonda (VF : Hervé Bellon) : Pipeline
- Bruce Campbell (VF : Bruno Carna) : le chirurgien en chef de Beverly Hills
- Jeff Imada : Saigon Shadow
- Leland Orser (VF : Georges Caudron) : Test Tube
- Peter Jason (VF : Patrick Messe) : le sergent
- Paul Bartel : un membre du Congrès
- Breckin Meyer : un surfer
- Robert Carradine : un skinhead
- Isaac Hayes : un garde au terrain de basket-ball (non crédité)
- Thomas Rosales Jr. : un membre d'un gang (non crédité)
- Wyatt Russell : un orphelin croisant Snake (non crédité)

## Production

### Genèse du projet
En 1985, Coleman Luck écrit le script de la suite de New York 1997, mais John Carpenter le trouve trop « léger ». Le projet est alors oublié et demeure en « development hell » jusqu'en 1994, lorsqu'il est ravivé par un tremblement de terre et par les émeutes de 1992 à Los Angeles. John Carpenter et Kurt Russell écrivent alors un nouveau script avec l'aide de la productrice Debra Hill. Selon Carpenter, c'est vraiment la motivation persistante de Kurt Russell qui a permis la réalisation du projet,. John Carpenter n'avait auparavant jamais mis lui-même en scène la suite de l'un de ses films.

### Attribution des rôles
Il est un temps envisagé de faire revenir Donald Pleasence dans le rôle du président. Mais la santé de l'acteur décline et il ne peut participer. Le président sera donc cette fois incarné par Cliff Robertson. Pour ce personnage, Kurt Russell a par ailleurs eu l'idée de s'inspirer du télévangéliste Pat Robertson.
Isaac Hayes, qui jouait le « Duc de New York » dans New York 1997, fait ici un caméo. Quand Snake joue au basket et tente de s'enfuir, il incarne l'homme noir chauve avec des lunettes de soleil et une arme à feu.
L'orphelin auquel Snake fait un clin d'œil lorsqu'il est escorté dans le vestiaire est interprété par Wyatt, le propre fils de Kurt Russell et de Goldie Hawn. Kurt Russell voulait d'ailleurs que sa femme incarne Utopia, mais elle était hospitalisée au moment du tournage. La fille de Goldie Hawn, Kate Hudson, a auditionné pour le rôle.

### Tournage
Le tournage débute en décembre 1995 et se termine en mars 1996. Il a lieu principalement en Californie au Paramount Studios, dans les Universal Studios, au Los Angeles Memorial Sports Arena et à Long Beach. Certaines scènes ont également été tournée à Miami et à New Braunfels.

### Musique

#### Original Score
Albums de John Carpenter
Le Village des damnés
(1995) Vampires
(1998)
La musique du film est composée par John Carpenter et Shirley Walker. John Carpenter a déjà composé la musique de la plupart de ses films, et Shirley Walker avait collaboré avec lui sur Les Aventures d'un homme invisible en 1992.
Liste des titres
1. Escape From Los Angeles Main Title
2. History Of Los Angeles
3. Snake's Uniform
4. Submarine Launch
5. Sunset Boulevard Bazaar
6. Motorcycle Chase
7. Showdown
8. Beverly Hills Surgeon General
9. The Future Is Right Now
10. Hang Glider Attack
11. The Black Box
12. Escape From Coliseum
13. Helicopter Arrival
14. Fire Fight
15. Escape From Happy Kingdom
16. Crash Landing

#### Soundtrack
Un album regroupant les titres rock du film est également disponible.
Liste des titres
1. Dawn – Stabbing Westward
2. Sweat – Tool
3. The One – White Zombie
4. Cut Me Out – Toadies
5. Pottery – Butthole Surfers
6. 10 Seconds Down – Sugar Ray
7. Blame (L.A) Remix - Gravity Kills
8. Professional Widow – Tori Amos
9. Paisley – Ministry
10. Fire In The Hole – Orange 9mm
11. Escape From The Prison Planet – Clutch
12. Et Tu Brute? – CIV
13. Foot On The Gas - Sexpod
14. Can't Even Breathe - Deftones

## Sortie et accueil

### Critique
Le film reçoit des critiques mitigées. Sur le site d'agrégation de critiques Rotten Tomatoes, le film a 54% d'avis favorables pour 59 critiques et une note moyenne de 5,6⁄10. Le consensus suivant résume les avis collectés : « Escape from L.A. a ses moments, même s'il souffre certainement de la comparaison avec le classique culte qui l'a précédé. » Sur le site Metacritic, qui utilise une moyenne pondérée, le film obtient la note de 54⁄100 pour 21 critiques.
Roger Ebert, du Chicago Sun-Times, lui donne la note de 3,5⁄4 et souligne l'aspect satirique du projet. Il écrit notamment que le film « a une telle énergie maniaque, une vision si étrange et si arrogante qu'il peut fonctionner sur certains cinéphiles comme une satire et sur d'autres comme un film réel. »
Dans Variety, Todd McCarthy écrit notamment : « Un film d'action apocalyptique caricatural, ringard et étonnamment campagnard, Escape From L.A. est agrémenté d'un certain nombre d'idées drôles et anarchiques, mais ne parvient pas à les rassembler en un tout cohérent. » Owen Gleiberman de Entertainment Weekly lui donne la note de C+ et écrit : « Carpenter n'a jamais été le cinéaste que son culte prétendait être, mais dans Escape From L.A., il a au moins l'instinct de faire bouger son héros, comme un Candide motard en cuir . »
Pour Stephen Holden du New York Times, les blagues du film « contribuent grandement à maintenir à flot une parodie d'aventure désespérément saccadée qui n'essaie même pas d'égaler le surréalisme macabre de son prédécesseur. »
Dans une entrevue publiée en 2015, John Carpenter défend son film :

« Escape from L.A. est meilleur que le premier film. Dix fois mieux. Il y a plus à faire. C'est plus mature. Il y a bien plus à faire. Je pense que certaines personnes ne l'ont pas aimé parce qu'elles pensaient que c'était un remake, pas une suite... Je suppose que c'est la vieille question de savoir si vous préférez Rio Bravo ou El Dorado ? C'est essentiellement le même film. Ils avaient tous les deux leurs forces et leurs faiblesses. Je ne sais pas, on ne sait jamais pourquoi un film va réussir ou non. Les gens ne voulaient pas voir Escape cette fois-là, mais ils ne voulaient vraiment pas voir The Thing... Attendez. Vous devez me donner un peu de temps. Les gens diront, vous savez, qu’est-ce qui n’allait pas chez moi ? »

— John Carpenter, 2015
Le cinéaste reviendra en 2021 sur ses propos : « C'est un meilleur film. Il n'a pas fait ce que le premier a fait pour une raison quelconque. Peut-être qu'il était trop sombre, trop nihiliste. Je ne sais pas. Ils ne l'ont pas autant apprécié que le premier. Ça s'est bien passé, mais ce n'était tout simplement pas un succès. » À propos du statut de film culte de Los Angeles 2013, il déclare : « Je suis simplement ravi qu'il gagne en popularité. J'aime vraiment Escape from L.A., et je l'ai toujours fait »

### Box-office
Le film ne rencontre pas le même succès que son prédécesseur, New York 1997. Aux États-Unis, les chiffres sont globalement identiques : 25 millions de dollars pour les deux film sur le sol américain,. En France, alors que le premier volet avait attiré presque 1,3 million de spectateurs, Los Angeles 2013 ne fait que 287 256 entrées.
| Pays ou région     | Box-office      | Date d'arrêt du box-office | Nombre de semaines |
| ------------------ | --------------- | -------------------------- | ------------------ |
| France             | 287 256 entrées | -                          | -                  |
| États-Unis, Canada | 25 477 365 $    | -                          | -                  |
| Total mondial      | 42 179 912 $    | -                          | -                  |

## Distinctions
- Nomination aux Saturn Award du meilleur film de science-fiction et des meilleurs costumes (réalisés par la costumière Robin Michel Bush), prix décernés par l'Académie des films de science-fiction, fantastique et horreur en 1997[25].

## Projet de suite
Une suite, intitulée Escape from the Earth (« Échappé de la Terre » en français), a été envisagée dans les années 2000 avec probablement un autre acteur. De la « matière noire » libérée sur Terre aurait transformé 99 % de la population en zombies ; Snake serait alors obligé de s'enfuir de la planète. Le fils de Kurt Russell, Wyatt Russell, est un temps évoqué pour le rôle principal.